# Czesław Gęborski
Czesław Gęborski (ur. 5 czerwca 1925 w Dąbrowie Górniczej, zm. 14 czerwca 2006) – podoficer, potem oficer aparatu bezpieczeństwa (w milicji awansował do stopnia majora) PRL, były komendant obozu w Łambinowicach.

## Życiorys
Do wybuchu II wojny światowej mieszkał w Dąbrowie Górniczej. Część okupacji spędził w niemieckim obozie w Kochłowicach, z którego uciekł w kwietniu 1943. Będąc członkiem Armii Ludowej, ponownie został aresztowany przez Niemców (1944), jednak podczas transportu do Auschwitz został odbity przez AL. Trafił do komunistycznej partyzantki. Po zakończeniu wojny wstąpił do Milicji Obywatelskiej i szybko awansował na sierżanta.
Do marca 1945 pracował w Świętochłowicach, a następnie w Niemodlinie. W lipcu 1945 został komendantem Obozu Pracy w Łambinowicach. Pełnił tę funkcję do października 1945, kiedy to postawiono mu zarzut przekroczenia obowiązków służbowych. Chodziło o spalenie baraku z więźniami i rozkaz strzelania do gaszących go więźniów. Zginęło wówczas 48 osób.
Mimo tak poważnych zarzutów uczestniczył w procesie żołnierza NSZ Bolesława Pronobisa ps. „Ikar” (skazany na śmierć i stracony). W 1947 śledztwo w sprawie wydarzeń w obozie zostało umorzone, a Gęborski został awansowany do stopnia kapitana.
Po 1956 śledztwo w sprawie Łambinowic zostało wznowione, a Czesław Gęborski trafił do aresztu. Sąd go jednak uniewinnił (mimo obciążających zeznań najbliższego współpracownika – Ignacego Szypuły), a prokuratura nie odwołała się od wyroku. W 1960, będąc już oficerem SB, kapitan Gęborski próbował uzyskać odszkodowanie za 22 miesiące aresztu. Bezskutecznie, sąd uznał areszt za zasadny i potwierdził, że wyrok uniewinniający nie rozwiewa wszystkich wątpliwości.
Od końca lat 90. XX wieku w sądzie w Opolu toczył się wznowiony proces w sprawie śmierci 48 osób. W wyniku śledztwa w procesie tym prokuratura zdecydowała się postawić Gęborskiemu zarzut zabójstwa podczas tej akcji 35 osób. Proces (przerywany notoryczną nieobecnością świadków) trwał do 2005, kiedy to został odroczony ze względu na zły stan zdrowia oskarżonego, a ostatecznie umorzony został w 2006 z powodu śmierci oskarżonego.